# Буцилламін
Буцилламін (англ. Bucillamine) — синтетичний протиревматичний препарат, який є похідним тіопроніну. Активність препарату забезпечується наявністю двох тіолових груп в молекулі буцилламіну. Препарат позитивно виявив себе під час використання його для консервації трансплантату. Буцилламін також досліджується щодо ефективності в лікуванні COVID-19.
Буцилламін має хороший та досліджений профіль безпеки, та понад 30 років застосовується для лікування ревматоїдного артриту в Японії та Південній Кореї. Буцилламін є похідним цистеїну з 2 тіоловими групами, та in vivo є в 16 разів ефективнішим як донор тіолу, ніж ацетилцистеїн, та має значно кращі показники відновлення глутатіону, тобто більший потенціал для запобігання гострому ураженню легень під час грипу. Буцилламін також попереджає окислювальні та реперфузійні пошкодження в тканинах серця та печінки.
Буцилламін має не лише доведений профіль безпеки, а й доведений механізм дії, подібний до ацетилцистеїну, але з набагато більшою потужністю, що зменшує попередні перешкоди для терапевтичного використання тіолів. Існує гіпотеза, що подібні процеси, пов'язані з активними формами кисню, беруть участь у гострому ураженні легенів під час COVID-19, що, можливо, виправдовує дослідження буцилламіну як засобу COVID-19.
31 липня 2020 року FDA схвалило продовження рандомізованого, подвійного сліпого, плацебо-контрольованого клінічного дослідження ІІІ фази, яке проводить компанія «Revive Therapeutics Ltd.», для оцінки безпеки та ефективності буцилламіну у хворих з COVID-19 легкої та середньої ступеня важкості.